# Roberto Aguirre
Roberto Aguirre García (Oviedo, España, 24 de febrero de 1968) es un entrenador de fútbol español, actualmente dirige al Real Oviedo Vetusta de la Segunda Federación española.

## Trayectoria
Sus primeros pasos como entrenador los realizó en las categorías inferiores del Club de Fútbol Rayo Majadahonda. Debutó como entrenador en el mismo club en 1996 en Preferente. En 1999 ficha por el Club Deportivo Mosconia y tras tres años debuta en la Segunda División B, con el Unión Popular de Langreo. 
Tras un año allí ficha por el Atlético de Ciudadela Club de Fútbol, el cual deja a mitad de temporada para irse al Unión Deportiva Pájara-Playas de Jandía de Segunda División B. En el equipo canario consiguió la permanencia tres años seguidos quedando 15.º, 12.º y 16.º. Tras esta experiencia volvió a las islas Baleares, al C. D. Soledad y después de nuevo al Atlético de Ciudadela. 
Tras tres meses allí abandona el club para fichar por el Lorca Deportiva Club de Fútbol. En el conjunto lorquino realiza una espectacular remontada, llevando al equipo de la zona baja de la tabla al subcampeonato. Terminada la temporada firma con el Pontevedra Club de Fútbol, del que es destituido en la jornada 12 tras perder contra el Montañeros Club de Fútbol y sustituido por Pablo Alfaro.
Luego dirigió al Zamora Club de Fútbol, equipo al que llegó en el año 2011 y que milita en el grupo 1 de la Segunda División B y el 27 de abril de 2015, tras haber estado casi cuatro años, fue destituido como entrenador del club castellanoleonés y es sustituido por Balta Sánchez.
En 2015 es contratado por el Club Deportivo Mensajero quien recurre a él tras la marcha de Víctor Afonso, que dejó el club para firmar por el filial del Atlético de Madrid. En la temporada 2016-17 dirigió el banquillo del Club Deportivo Lealtad de Villaviciosa de la Segunda División B. 
En 2018 pasó a dirigir al Unionistas de Salamanca Club de Fútbol, donde consiguió clasificar al equipo para Copa del Rey en la temporada 2018-19, hasta ser destituido el 27 de octubre de 2019 debido al mal inicio de temporada.
En la temporada 2020-21 se hace cargo del Club Deportivo Toledo si bien, no puede terminar la temporada en el club castellano al ser destituido a comienzos de 2021. El equipo logró el ascenso al final de la temporada, ya bajo la dirección del sustituto de Aguirre, Diego Merino.
El 14 de diciembre de 2021, se convierte en nuevo entrenador del Club Deportivo Don Benito de la Segunda División RFEF, sustituyendo a Juan Carlos Gómez. El 21 de octubre de 2022, es destituido como entrenador de los rojiblancos, siendo sustituido por Manolo Martínez.
El 8 de abril de 2024, el Real Oviedo anuncia su contratación para dirigir a su filial, Real Oviedo Vetusta, que milita en la Segunda Federación. El contrato es por lo que resta de la temporada en curso y la 2024-25.

## Clubes
| Club                          | País   | Año       |
| ----------------------------- | ------ | --------- |
| C. F. Rayo Majadahonda        | España | 1996-1998 |
| C. D. Mosconia                | España | 1999-2002 |
| U. P. de Langreo              | España | 2002-2003 |
| Atlético Ciudadela C. F.      | España | 2003-2004 |
| U. D. Pájara Playas de Jandía | España | 2005-2007 |
| C. D. Soledad                 | España | 2007-2008 |
| Atlético Ciudadela C. F.      | España | 2008      |
| Lorca Deportiva C. F.         | España | 2008-2009 |
| Pontevedra C. F.              | España | 2009-2010 |
| Zamora C. F.                  | España | 2011-2015 |
| C. D. Mensajero               | España | 2015-2016 |
| C. D. Lealtad de Villaviciosa | España | 2016-2018 |
| Unionistas de Salamanca C. F. | España | 2018-2019 |
| C. D. Toledo                  | España | 2020-2021 |
| C. D. Don Benito              | España | 2021-2022 |
| Real Oviedo Vetusta           | España | 2024-     |